# الأخت الغريبة
الأخت الغريبة: هي مجموعة من المقالات والخطب جمعت بواسطة أودري لورد، وهو شاعر وكاتب نسائي. ويعتبر الكتاب مجلد كلاسيكي من أقوى الأعمال المؤثرة والواقعية والرائدة والإنشائية في تطوير النظريات النسائية المعاصرة. في خمسة عشر مقالة وخطبة من عام1976 إلى عام 1984، اكتشفت لورد الصعوبات في الهوية البينية، راسمةً من تجاربها الشخصية مع التعسف الذي يضم التحيز ضد المرأة والتحيز ضد المثليين جنسيًا،
```
والعنصرية
 
والخوف من المثليين جنسيًا
، 
والطبقية
 
والتمييز العمري
.
[
4
]
[
5
]
 الكتاب يختبر نطاق واسع من المواضيع، والتي تضم الحب والحرب، والإمبريالية 
والوحشية الأمنية
، وبناء التحالفات، والعنف ضد المرأة، والنسوية السوداء, والحركات التي تنادي بالمواساة. تتضح عدم  ثقة لوردي والتطبع مع القيم السائدة في النظام المنتشر في الولايات المتحدة الأمريكية من خلال مجموعتها.
[
6
]
 يعتبر العمل جدالي كما تخبرنا لوردي عن الغضب غير المعذور تجاه عدم العدالة في المجتمع
[
6
]
.المقالات دُرست وانتشرت بشكل واسع وأصبحت مادة تحليل أكاديمي مشهورة جدًا.
[
3
]
 تظهر نظريات لوردي عن التعسف كما هي معقدة ومتشابكة من خلال المجموعة التي تعتبر إسهام مؤثر في نظرية النقد الإجتماعي.
[
3
]
```